# Камбулат (кабардинский князь)
Камбулат Идарович Черкасский (ум. 1589) — верховный князь-валий Кабарды (1578—1589),  сын Идар-мурзы и младший брат Темрюка Идаровича (ум. 1571).
В 1578 году верховный князь Камбулат Идарович Черкасский во главе кабардинского посольства совершил поездку в Москву, где был с большими почестями принят царем Иваном Васильевичем Грозным. Камбулат прибыл в сопровождении своего сына Хорошай-мурзы. «И государь их пожаловал… Камбулатова княжова сына Хорошая у себя оставил». Хорошай-мурза (ум. 1601), принявший православную веру под именем Бориса Камбулатовича, стал видным московским воеводой и боярином.
На переговорах с русским правительством кабардинский князь Камбулат Черкасский просил у Москвы военной помощи в борьбе со своими противниками и восстановления русской крепости на р. Сунже. Камбулат Идарович был пожалован царской грамотой. Вместе с Камбулатом было отправлено царское послание к его племяннику Мамстрюку Темрюковичу: «Приходили к нам от вас и от всее Черкаские земли бити челом дядя твой Камбулат-князь Черкасский…чтоб нам…жаловати бы ва с и оберагть от всех ваших недругов, и город бы вам…на Терке реке усть-Сеюнча (Сунжа) поставити. И воеводу своего и людей с огненым боем к вам послали, как вам в том городе от ваших недрузей мочно быти безстрашным…»
В 1589 году верховный князь-валий Кабарды Камбулат Идарович Черкасский скончался, оставив после себя шесть сыновей: Кордануко-мурза (отец Василия Кардануковича Черкасского, убитого по приказу Лжепетра), Куденет-мурза Черкасский (ум. 1624), князь-валий Кабарды (1616—1624), Хотяг-мурза (Гавриил Камбулатович Черкасский), Хорошай-мурза (Борис Камбулатович Черкасский) (ум. 1601), Нимшажа-мурза и Яшган-мурза.